# Gros-Morne (Martinique)
Gros-Morne ist eine französische Gemeinde im Übersee-Département Martinique. Sie hat 9.752 Einwohner (Stand 2022) auf einer Fläche von 54,25 km², was einer Bevölkerungsdichte von etwa 180 Einwohnern pro km² entspricht. Die Bewohner werden Gros-Mornais genannt. Der Ort liegt im zentralen Norden der Insel am Fuß der Pitons du Carbet und ist von tropischer Vegetation sowie Landwirtschaft geprägt.

## Geografie
Gros-Morne grenzt an Le Marigot, Fonds-Saint-Denis, Saint-Joseph, Le Lamentin, Le Robert, La Trinité und Sainte-Marie. Teile des Bergmassivs der Pitons du Carbet im Gemeindegebiet sind als Naturschutzgebiet ausgewiesen.

## Geschichte
Die Gründung der Gemeinde erfolgte im 18. Jahrhundert. Während der französischen Kolonialzeit war der Anbau von Zuckerrohr und Kakao für die lokale Wirtschaft bestimmend, häufig unter Einsatz von Sklavenarbeit.

## Politik und Verwaltung
Gros-Morne gehört zum Arrondissement La Trinité und ist Mitglied der Communauté d’agglomération du Pays Nord Martinique. Bürgermeister ist seit 2020 Gilbert Couturier.

## Kultur und Sehenswürdigkeiten
Zu den Sehenswürdigkeiten zählen die Kirche Notre-Dame-de-la Visitation de Gros-Morne, die historische Destillerie Habitation Saint-Etienne mit Botanischem Park sowie das Umland mit Wanderwegen zu den Pitons du Carbet. Jährlich finden mehrere traditionelle Feste statt.

## Bevölkerungsentwicklung
| 1961   | 1967   | 1974   | 1982  | 1990   | 1999   | 2006   | 2011   | 2022  |
| ------ | ------ | ------ | ----- | ------ | ------ | ------ | ------ | ----- |
| 10.447 | 10.541 | 10.038 | 9.276 | 10.143 | 10.665 | 10.875 | 10.481 | 9.752 |

Quelle: INSEE, aktuelle Volkszählungsergebnisse.

## Persönlichkeiten
- René Ménil (1907–2004), Philosoph und Essayist